# Míla Preslová
Míla Preslová (* 30. května 1966, Plzeň) je česká fotografka, grafička, malířka a konceptuální umělkyně.

## Život a dílo
- 1989–1996 Akademie výtvarných umění v Praze, Malířský ateliér – prof. Jiří Sopko
- Intermediální ateliér – prof. Milan Knížák

## Zastoupení ve sbírkách
- Národní galerie v Praze
- Centrum pro současné umění Praha
- Neue Galerie am Landesmuseum Joanneum, Graz
- Slovenská národní galerie, Bratislava